# Драгица Вујадиновић
Драгица Вујадиновић (1954) је српска филозофкиња и експерт у области политичке теорије, родних студија, политичке филозофије, социологије и филозофије.

## Образовање
Драгица је дипломирала на Филозофском факултету у Београду 1977. године. Пет година касније обавља магистратуру на истом факултету, а 1986. докторира на Правном факултету у Београду.

## Каријера
Драгица Вујадиновић је у звању редовног професора од јануара 2007. године на Правном факултету Универзитета у Београду.  Управница је мастер студија европских интеграција на Правном факултетиу Универзитета у Београду. Чланица је Европске мреже цивилног друштва, Филозофског друштва Србије, Европског удружења за социологију, светског и српског удружења за филозофију и социологију права, међународног удружења уставног права.

## Активизам
Најближа је сарадница Центра за људска права у Београду.

## Књиге
Неке од објављених књига су:
- Будимпештанска школа - Теорија радикалних потреба, Никшић 1988,
- Уџбеник Политичке и правне теорије, Београд 1996,
- Политичка филозофија Роналда Дворкина, Београд 2007,
- Цивилно друштво и политичке институције, Београд 2009,
- Civil Society in Contemporary Context, Београд 2009 (in English),
- Democracy and Human Rights in the EU (co-authored with M. Jovanović and R. Etinski; in English), Марибор/Београд 2009,
- Serbia in the Maelstrom of Political Changes, (in English), коаутор са М. Јовановићем, Београд 2009,
- Identity, Political and Human Rights Culture as Prerequisites of Constitutional Democracy, Eleven International Publishing, Хаг, Холандија, 2013.[3]

## Награде
Добитница је награде Анђелке Милић 2019.